# 速来蛮 (西宁王)
速来蛮（蒙古语转写：Sulaiman，羅馬化：Sulaymān），元朝皇族，成吉思汗次子察合台的后裔，出伯的孙子，不颜那木达失的儿子。

## 生平
速来蛮在元文宗图帖睦尔至顺元年（1330年）受封西宁王。至顺三年（1332年），朝廷效仿安定王朵儿只班的先例，为其设置四名王傅官并赐予印玺。敦煌莫高窟碑文《莫高窟造像记》《重修皇庆寺记》记载，速来蛮之妃为屈朮，其子包括太子养阿沙（西宁王牙罕沙）、王子速丹沙、阿速歹、太子结来歹，与《贵显世系》中速来蛮之子牙罕沙、速丹沙、阿速歹的记载完全吻合。从1348年《莫高窟造像记》中养阿沙称“太子”，到1351年《重修皇庆寺记》中称“西宁王”可知，1348年至1351年间速来蛮的西宁王位由牙罕沙承继。《元史》宗室世系表将速来蛮记作「西寧王溯魯蛮」，誤列入铁木哥斡赤斤家族。

## 子孙
- 西宁王速来蛮
  - 西宁王牙罕沙，速来蛮之子，元顺帝时期，牙罕沙曾参与镇压红巾军。至正十二年（1352年），他与江浙行省平章政事卜颜帖木儿等出兵四川，讨伐徐寿辉[5][6]。史料记载他 “从四川返回沙州”，印证卜颜达失家族的根据地为沙州。
  - 王子速丹沙（Sulṭān šāh），速来蛮之子
    - 王子阿鲁哥失里（Erkeširi），速丹沙之子,《高贵系谱》记载牙罕沙之弟速丹沙之子为阿鲁哥失里，此人即明初沙州卫的始祖。